# New Seeland
New Seeland er det danske band Analogiks studiealbum fra 2012. Albummet modtog 5/6 stjerner i musikmagasinet GAFFA.

## Spor
1. "Start"
2. "Camel Clap Break"
3. "Afrikansk Pause"
4. "Jysk Kongo"
5. "Lantchi"
6. "Intermezzo"
7. "Somali Pirates"
8. "Egypt"
9. "Den Forsvundne Diamant"
10. "Hirut"
11. "Stella"
12. "New Seeland Swing"